# Guds namn är ett fäste i nöden
Guds namn är ett fäste i nöden är en psalm med text från 1887 av Anders Gustaf Lindqvist som sjungs på en melodi av okänt ursprung.

## Publicerad i
- Herde-Rösten 1892 som nr 193 under rubriken "Trygghet".
- Svensk söndagsskolsångbok 1908 som nr 205 under rubriken "Guds barns trygghet".
- Svenska Missionsförbundets sångbok 1920 som nr 324 under rubriken "Guds barns trygghet".
- Frälsningsarméns sångbok 1929 som nr 257 under rubriken "Jubel, erfarenhet och vittnesbörd".
- Musik till Frälsningsarméns sångbok 1930 som nr 257.
- Frälsningsarméns sångbok 1968 som nr 288 under rubriken "Det Kristna Livet - Jubel och tacksägelse".
- Lova Herren 1988 som nr 453 under rubriken "Trons liv - Guds barns trygghet och frid".
- Frälsningsarméns sångbok 1990 som nr 488 under rubriken "Lovsång, tillbedjan och tacksägelse".